# Roche-sur-Linotte-et-Sorans-les-Cordiers
 Roche-sur-Linotte-et-Sorans-les-Cordiers  es una población y comuna francesa, situada en la región de Franco Condado, departamento de Alto Saona, en el distrito de Vesoul y cantón de Montbozon.

## Demografía
| 95 | 96 | 80 | 78 | 82 | 76 | 73 |
| Para los censos de 1962 a 1999 la población legal corresponde a la población sin duplicidades (Fuente: INSEE [Consultar]) |    |    |    |    |    |    |